# The Secret Life of Pets 2
The Secret Life of Pets 2 (La vida secreta de tus mascotas 2 en Hispanoamérica y Mascotas 2 en España) es una película de comedia animada por computadora en 3D producida por Illumination y estrenada en 2019. Está dirigida por Chris Renaud y escrita por Brian Lynch, es la secuela de la película de 2016, The Secret Life of Pets. La mayoría del reparto repite sus papeles, con excepción de Louis C.K., quien es reemplazado por Patton Oswalt. Otros miembros del reparto incluyen a Tiffany Haddish, Nick Kroll, Pete Holmes y Harrison Ford.
La película fue estrenada el 7 de junio de 2019, por Universal Pictures.

## Argumento
Algún tiempo después de los eventos de la primera película, la dueña de Max y Duke, Katie, se casa con un hombre llamado Chuck y tiene un hijo llamado Liam al que Max desaprueba porque es un poco bruto jugando pero al que acaba cogiéndole cariño. Más tarde, los sentimientos sobreprotectores de Max por Liam se convierten en una picazón que lleva a Katie a conseguirle un cono para perros del veterinario en un esfuerzo por reducir sus síntomas. La suerte de Max cambia cuando Duke revela que la familia se va de viaje fuera de la ciudad.
Cuando la familia de Max y Duke llega a una granja propiedad del tío de Chuck, Max se acostumbra a la forma de vida de la granja, incluido el perro pastor local Rooster. Después de un incidente con las ovejas de la granja, Rooster saca a Max para encontrar una de las ovejas desaparecidas que escapó. Las enseñanzas de Rooster y el estímulo de Max sobre actuar sin miedo, lleva a Max a recuperar con éxito a la oveja. Como resultado, Rooster le permite a Max quedarse con él durante la noche. Antes de partir, Rooster también le da a Max uno de sus pañuelos como recuerdo.
Antes de que Max se fuera, le había confiado su juguete favorito, Busy Bee, a Gidget. Desafortunadamente, Gidget pierde a Busy Bee en un apartamento infestado de gatos propiedad de una mujer gata. Ella recibe lecciones de como ser gato de Chloe, Mel, Buddy y Sweet Pea para poder colarse en el apartamento más fácilmente. Con la ayuda de Norman, ella recupera con éxito a Busy Bee y sin querer es aclamada como la "reina de los gatos". 
Mientras tanto, Chloe y Snowball se encuentran con un Shih Tzu llamada Daisy, quien explica que ella necesita la ayuda de Snowball para rescatar a un cachorro de tigre blanco llamado Hu, que conoció en un vuelo de regreso a casa retenido por el abusivo propietario de un circo llamado Sergei. Daisy y Snowball se escabullen y descubren el circo donde está Hu. Con mucha dificultad ante los lobos negros de Sergei, liberan a Hu del circo. Sin embargo, durante la fuga, Daisy deja caer accidentalmente su clip de flores, con el que los lobos pueden localizarla.
Daisy y Snowball primero llevan a Hu al departamento de Pops. Pops a regañadientes le permite a Hu vivir allí al principio, pero debido a la destrucción que causa en el departamento después, Hu es expulsado y reubicado en el apartamento de Max y Duke. Casi al mismo tiempo la familia regresa de su viaje. Sergei y los lobos rastrean a Daisy y capturan a Hu y a Daisy. Sergei escapa en un tren que se dirige al circo en el que Snowball, Max y Norman los persiguen, mientras que contactan a Gidget para que los ayude en la persecución. Gidget y los gatos se llevan a su dueña en su auto, en busca del tren.
Max y Snowball derrotan a los lobos y al mono mascota de Sergei, mientras liberan a Hu y a Daisy respectivamente. Max usando su nueva valentía que obtuvo con Rooster, se infiltra con éxito en la locomotora del tren en la que esta Sergei. El resto de los animales van y lo sacan del tren. Pero antes de que Sergei les dispare, Gidget junto con los gatos, Chloe, Mel, Buddy, Duke y Sweet Pea lo noquean con su auto y le ofrecen a los animales un viaje de regreso a casa. La vida se reanuda normalmente, con la familia de Max y Duke despidiéndose de Liam cuando ingresa a su primer día de preescolar, mientras Hu se instala en su nuevo hogar con los gatos.
En una escena a mitad de créditos, Snowball rapea "Panda", que solo dura brevemente antes de que su dueña, Molly, entre en la habitación donde está.

## Reparto
- Patton Oswalt como Max, un Jack Russell Terrier y el protagonista principal.
- Kevin Hart como Snowball, un conejo blanco, exlíder de "Los Desechados" y aliado de Max, que se cree un superhéroe.
- Eric Stonestreet como Duke, un perro mestizo "hermano" de Max.
- Jenny Slate como Gidget, una Pomerania blanca amiga de Max.
- Tiffany Haddish como Daisy, una Shih Tzu amiga de Snowball, que lo ayuda a rescatar a Hu.
- Lake Bell como Chloe, una gata gris amiga de Max.
- Nick Kroll como Sergéi, un despiadado maestro de ceremonias ruso y el principal villano de la película (en reemplazo de Snowball).
- Dana Carvey como Pops, un Basset hound ciego y anciano amigo de Max.
- Ellie Kemper como Katie, la dueña de Max y Duke, esposa de Chuck y madre de Liam.
- Chris Renaud como Norman, un conejillo de indias amigo de Max.
- Hannibal Buress como Buddy, un Dachshund amigo de Max.
- Bobby Moynihan como Mel, un Pug amigo de Max.
- Harrison Ford como Rooster (Gallardo en Latinoamérica), un perro pastor que vive en la granja de la familia de los dueños de Max y Duke. Este fue el debut de Ford en el cine de animación.
- Pete Holmes como Chuck, marido de Katie y padre de Liam.
- Tara Strong como Alitas, un periquito amigo de Max.
- Meredith Salenger como Crazy Cat Lady, una anciana vecina de Max y dueña de los gatos. Al final termina adoptando a Hu.
- Henry Lynch como Liam, hijo de Katie y Chuck.
- Garth Jennings como un hámster.
- Frank Welker como Hu, un tigre blanco que trabajaba para el circo de Sergéi, pero Snowball y Daisy lo rescatan. Su nombre suena como la pronunciación de "tigre" en chino (虎 Hǔ).

Welker también interpreta a Little Sergei, un mono secuaz de Sergéi.

## Doblaje
| Personaje                                             | Actor original   | Actor de doblaje    | Actor de doblaje   |
| ----------------------------------------------------- | ---------------- | ------------------- | ------------------ |
| Max                                                   | Patton Oswalt    | Andrés López        | Juan Logar Jr.     |
| Duke                                                  | Eric Stonestreet | Martín Campilongo   | Lorenzo Beteta     |
| Snowball (Pompón en España)                           | Kevin Hart       | Eugenio Derbez      | Pablo Sevilla      |
| Gidget                                                | Jenny Slate      | Mónica Huarte       | Beatriz Berciano   |
| Chloe                                                 | Lake Bell        | Ana María Simon     | Olga Velasco       |
| Katie                                                 | Ellie Kemper     | Natasha Dupeyrón    | Úrsula Corberó     |
| Buddy                                                 | Hannibal Buress  | Chumel Torres       | David Robles       |
| Mel                                                   | Bobby Moynihan   | Jesús Guzmán        | Juan Amador Pulido |
| Pops (Pa en España)                                   | Dana Carvey      | Jesse Conde         | Miguel Zúñiga      |
| Norman                                                | Chris Renaud     | Bruno Pinasco       | David Guapo        |
| Rooster (Gallardo en Latinoamérica y Gallo en España) | Harrison Ford    | Jesús Ochoa         | Roberto Encinas    |
| Daisy                                                 | Tiffany Haddish  | Mariana Treviño     | Laura Pastor       |
| Chuck                                                 | Pete Holmes      | Alex Montiel        |                    |
| Sergei                                                | Nick Kroll       | Luis Daniel Ramírez |                    |

## Producción
El 2 de agosto de 2016, Universal Pictures e Illumination anunciaron una secuela de la película animada de 2016 The Secret Life of Pets con el director Chris Renaud y el escritor Brian Lynch regresando. Chris Meledandri y Janet Healy producirían la película. En noviembre de 2017, se anunció que Louis C.K. no repetiría su papel como Max luego de ser acusado y posteriormente haber admitido tener conductas sexuales inapropiadas con cinco mujeres.
En abril de 2018, se anunció que Patton Oswalt reemplazaría a C.K. como Max, mientras que Hart, Stonestreet, Slate, Kemper, Bell, Carvey, Buress, and Moynihan repetirán sus papeles. El resto del reparto se compone de Tiffany Haddish, Nick Kroll, Harrison Ford, y Pete Holmes.
La canción de créditos del doblaje japonés se titula "BREAKER" ba Kaela Kimura y se centra en el tema de "salir de tu caparazón para probar cosas nuevas".

## Estreno
The Secret Life of Pets 2 fue estrenada el 7 de junio de 2019 por Universal Pictures. Originalmente sería estrenada el 13 de julio de 2018, y luego el 3 de julio de 2019.

## Recepción
The Secret Life of Pets 2 recibió reseñas mixtas a positivas de parte de la crítica y de la audiencia. En el sitio web especializado Rotten Tomatoes, la película posee una aprobación de 60%, basada en 166 reseñas, con una calificación de 5.8/10 y con un consenso crítico que dice: "The Secret Life of Pets 2 no enseña a sus estrellas animadas ningún nuevo truco narrativo, pero para los fanáticos de la original, esta secuela divertida y enérgica aún debe satisfacer." De parte de la audiencia tiene una aprobación de 86%, basada en más de 25 000 votos, con una calificación de 4.3/5.
El sitio web Metacritic le dio a la película una puntuación de 55 de 100, basada en 26 reseñas, indicando "reseñas mixtas". Las audiencias encuestadas por CinemaScore le otorgaron a la película una "F" en una escala de A+ a F, mientras que en el sitio IMDb los usuarios le asignaron una calificación de 6.4/10, sobre la base de 62 865 votos. En la página web FilmAffinity la cinta tiene una calificación de 5.6/10, basada en 4981 votos.